# 宇仁菅書店

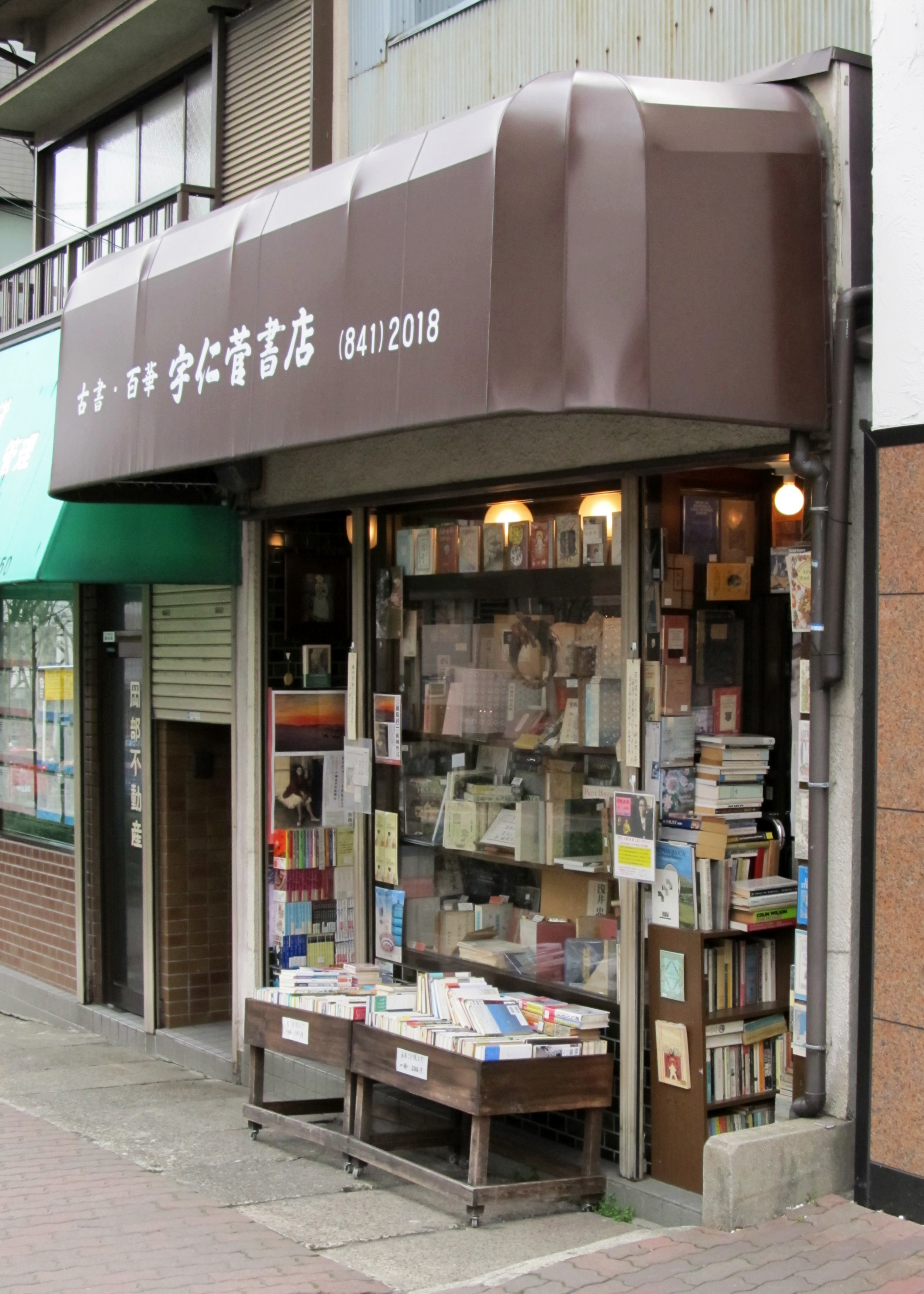
宇仁菅書店

宇仁菅書店（うにすがしょてん）は、兵庫県神戸市灘区にあった古書店。

## 概要
大正末期、宇仁菅伍作が創業。神戸市内で太平洋戦争前に創業し、戦争後も存続した数少ない古書店の一つで、有名店の一つに挙げられる。
西日本旅客鉄道（JR西日本）東海道本線六甲道駅北方向の坂道にあることから「坂の街」である神戸らしい古本屋といわれ、「嘗ての神田の古書店の雰囲気」が漂い、クラシック音楽が流れる店内は「棚の本を軸にした主人のパズル」、「時間が止まっている」と評された。
2代目店主・宇仁菅民世の死に伴い、2012年3月末をもって閉店する。